# Haleon

Haleon — британська багатонаціональна компанія з охорони здоров’я споживачів зі штаб-квартирою у Вейбриджі, Суррей. Haleon було засновано 18 липня 2022 року як корпоративне відділення від GlaxoSmithKline. Це найбільший медичний бізнес у світі. Основними ринковими категоріями компанії є здоров’я ротової порожнини, на чолі з зубною пастою Sensodyne; знеболюючий, з брендами Panadol і Advil; і оздоровлення на чолі з вітамінним брендом Centrum. Інші продукти включають антациди Eno та засоби для догляду за губами ChapStick. Він буде світовим лідером у безрецептурних ліках із 7,3 відсотковою часткою ринку. Його головою є сер Девід Льюїс, а Брайан Макнамара — генеральним директором. Він котирується на Лондонській фондовій біржі та є компонентом FTSE 100, а вторинний котирується на Нью-Йоркській фондовій біржі. У 2020 році річний обсяг продажів склав близько £10 мільярдів на 120 ринках.